# In de rotskloven van de Balkan
 In de rotskloven van de Balkan is een roman van Karl May uit 1892, oorspronkelijk uitgebracht als “In den Schluchten des Balkan”. In 1962 verscheen de meest recente  vertaling, door G.A.J. Emonds. Het is het vierde deel dat zich afspeelt in het Ottomaanse Rijk en naadloos aansluit op deel 3.

## Verhaal
Na de gebeurtenissen in Edirne besluiten Kara Ben Nemsi, Hadji Halef Omar samen met Osko en Omar het voortvluchtige trio boeven te achtervolgen. Het gaat om de uit de gevangenis ontsnapte Baroed El Amasat, de behulpzame anonieme gevangenisbewaarder en de belastingontvanger van Uskub, Manach el Barsja. Het kwartet dat het trio achtervolgt is versterkt met drie politieagenten uit Edirne, die echter in de loop van het verhaal na elkaar de benen nemen. Het trio vlucht in westelijk richting door het huidige zuiden van Bulgarije.
Uiteindelijk wordt het drietal in Ostromdsja door Kara Ben Nemsi in een verlaten ruïne ingerekend en vastgebonden. Daarvoor heeft er een dagenlange achtervolging plaatsgevonden. Een groot deel van de reis gaat Kara Ben Nemsi alleen in de achtervolging, omdat zijn paard Rih nu eenmaal sneller is. Onderweg bevrijdt hij de wapensmid Sjimin en zijn vrouw uit hun kelder, waardoor ze door het voortvluchtige trio zijn opgesloten.
De leden van het geheime genootschap, waartoe ook het voortvluchtige trio behoort, zijn herkenbaar aan een “koptsja”, een soort knoop of speld. Ook Kara Ben Nemsi en Halef tooien zich valselijk met dit insigne, dat hun veel voordeel brengt in hun achtervolging. Bij het bezoek aan een boshut loopt Kara Ben Nemsi weer eens naïef in de val en wordt bijna doodgeslagen. Hadji Halef Omar weet hem te bevrijden. Een van de overvallers, smokkelaarsbaas en wapensmid Deselim, vlucht op Rih en breekt zijn nek als Kara Ben Nemsi hem nadrukkelijk achtervolgt. In een duivenhok te Melnik worden Kara Ben Nemsi en Hadji Halef Omar op klungelige wijze betrapt bij het afluisteren en ze moeten samen met Osko en Omar de stad uit vluchten.
In Ostromdsja ontmaskeren ze de griffier van de rechtbank. Hij verenigt in zijn persoon die van plaatselijke bedelaar, de heilige mubarek en is ook nog eens de griffier van de rechtbank. Hij helpt het voortvluchtige trio door ze te verbergen in zijn heiligdom, een ruïne in de bergen. Maar ook de arrestatie van het boeventrio loopt op een mislukking uit. De rechter van Ostromdsja blijkt corrupt en passief lid van het geheime genootschap. Hij laat zich omkopen en de 4 gevangenen kunnen uit de stadsgevangenis ontsnappen. Ook Kara Ben Nemsi kan hen niet meer inrekenen en het enige wat rest is de corrupte rechter over te leveren aan de plaatselijke Officier van justitie die hem opvolgt. Aan het eind van het verhaal zijn ze in Ostromdsja net zo ver als in het begin in Edirne. Het kwartet zal het trio nog verder moeten achtervolgen, dat bovendien zelf door de komst van de griffier is uitgebreid tot een kwartet. Ze hebben verse paarden en op de achtergrond speelt dat ze de hulp hebben ingeroepen van 2 beruchte vrienden, de broers Aladsjy. Kara Ben Nemsi vermoedt dat het kwartet op weg is naar het westen naar een hut in een rotskloof.